# Родж
Родж (тадж. Роҷ) — посёлок в Пенджикентском районе Согдийской области Таджикистана.
Административно входит в состав джамоата Амондара.